# Stralsund
Stralsund, (verouderd Nederlands: Straalsond), is een stad in Duitsland. De gemeente ligt in de deelstaat Mecklenburg-Voor-Pommeren. Tot 2011 was het een kreisfreie Stadt, sindsdien is de stad Kreisstadt van de Landkreis Vorpommern-Rügen. Stralsund ligt aan de Oostzee, maar wordt daar door het eiland Rügen van afgeschermd. Het water tussen Stralsund en Rügen heet het Strelasund. Over het Strelasund ligt bij Stralsund een brug naar Rügen.

## Geschiedenis
De plaats werd gesticht door Wizlaw I van Rügen in 1234 die Stralsund stadsrecht verleende. In 1293 werd Stralsund lid van de Hanze en het werd een van de voornaamste steden in het Wendische Kwartier binnen de Hanze. In 1370 werd hier de Vrede van Stralsund gesloten tussen de hanzesteden en Denemarken. Tussen 1648 en 1815 was Stralsund behoudens enkele korte onderbrekingen een deel van het koninkrijk Zweden.

## Bezienswaardigheden
De stad was een van de eerste leden van de Hanze. Van de Hanzetijd getuigt een groot aantal historische bouwwerken in baksteengotiek, waaronder het stadhuis en drie grote kerken: de Marienkirche of Mariakerk, de Nicolaaskerk en de Jakobikerk. De binnenstad staat sinds 2002 op de Werelderfgoedlijst van de UNESCO en wordt sinds de Duitse hereniging grondig gerestaureerd. Een andere bezienswaardigheid is het Ozeaneum.

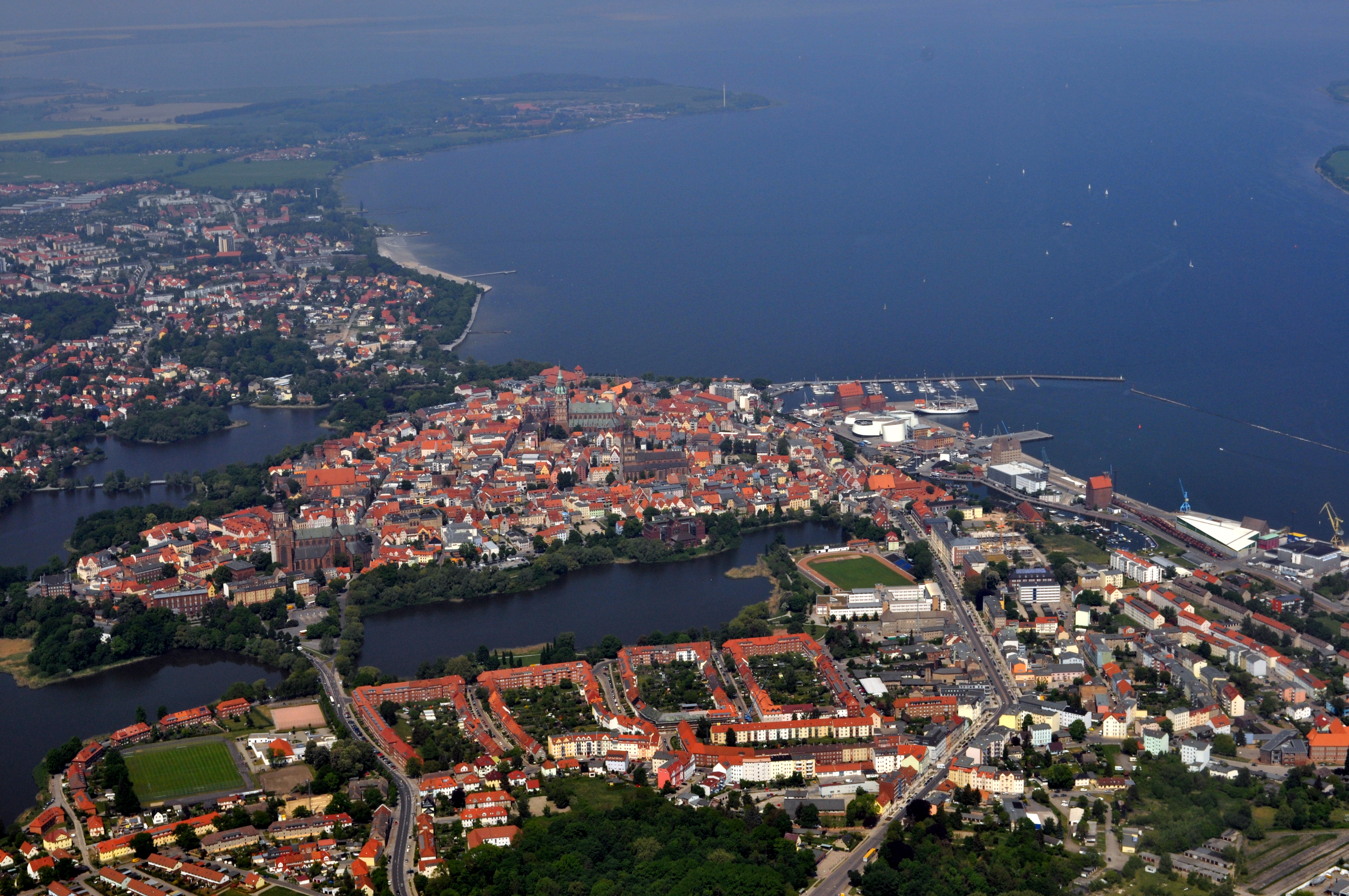
Stralsund
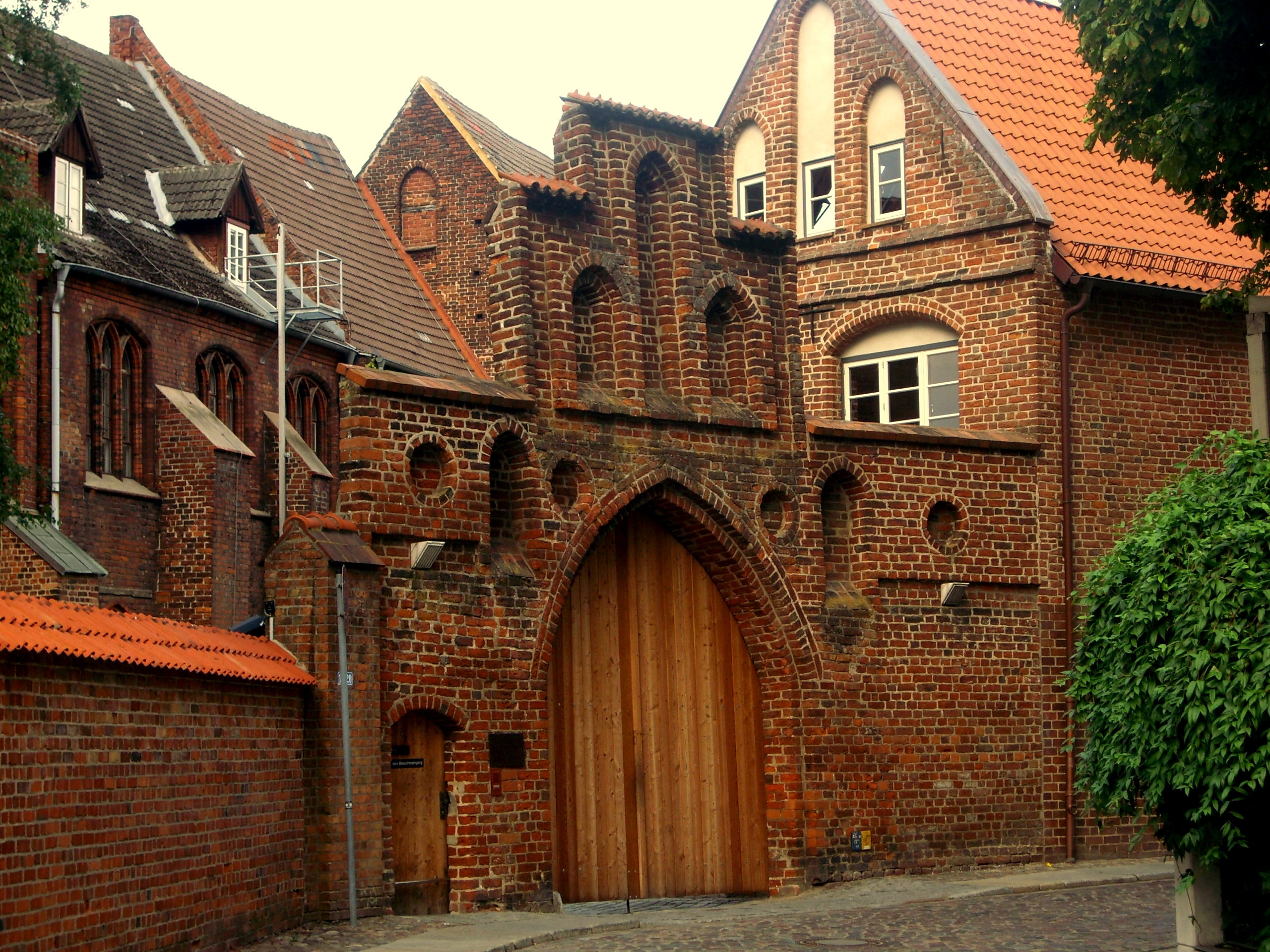
Stadspoort
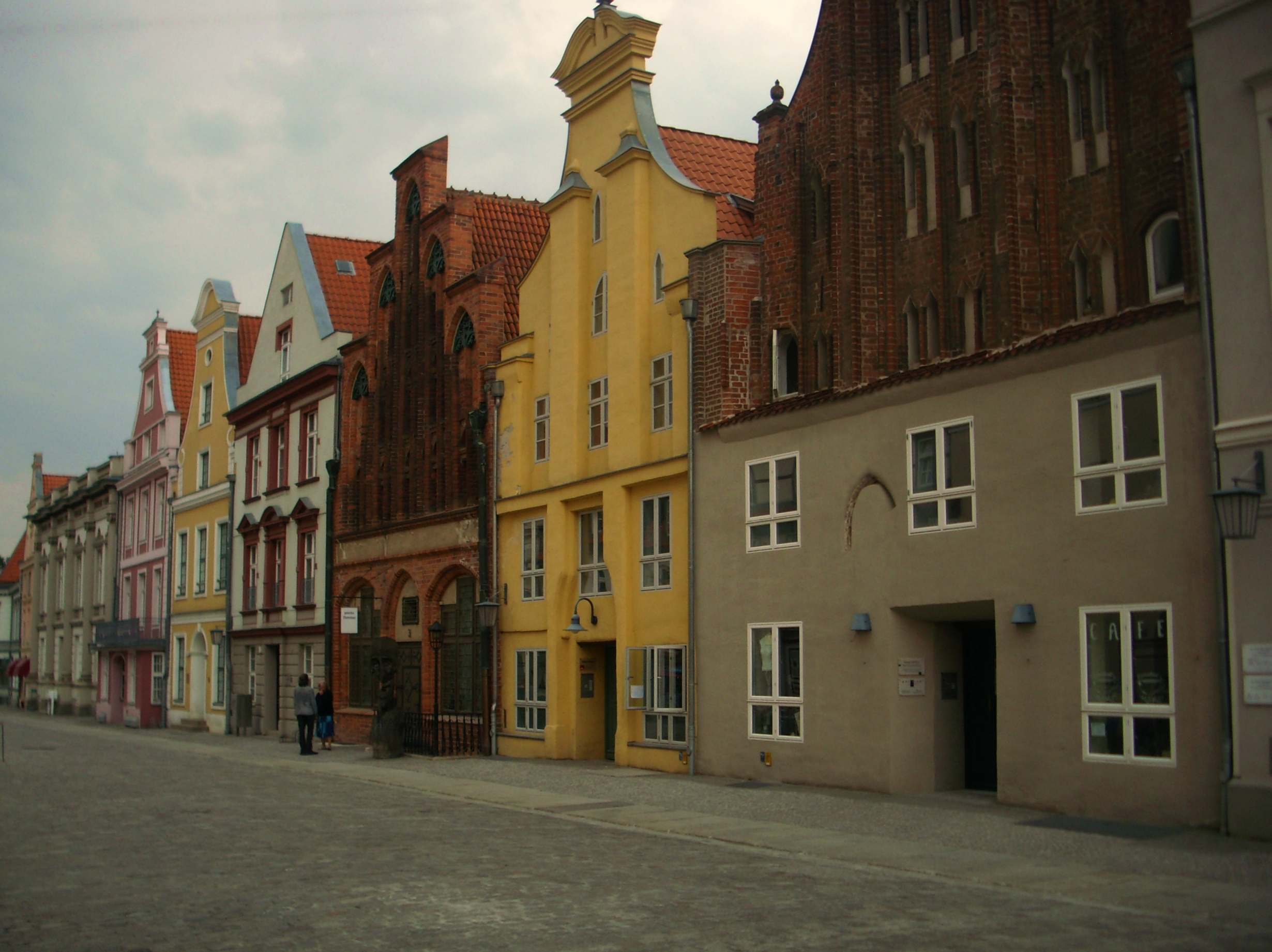
Stralsund gevels
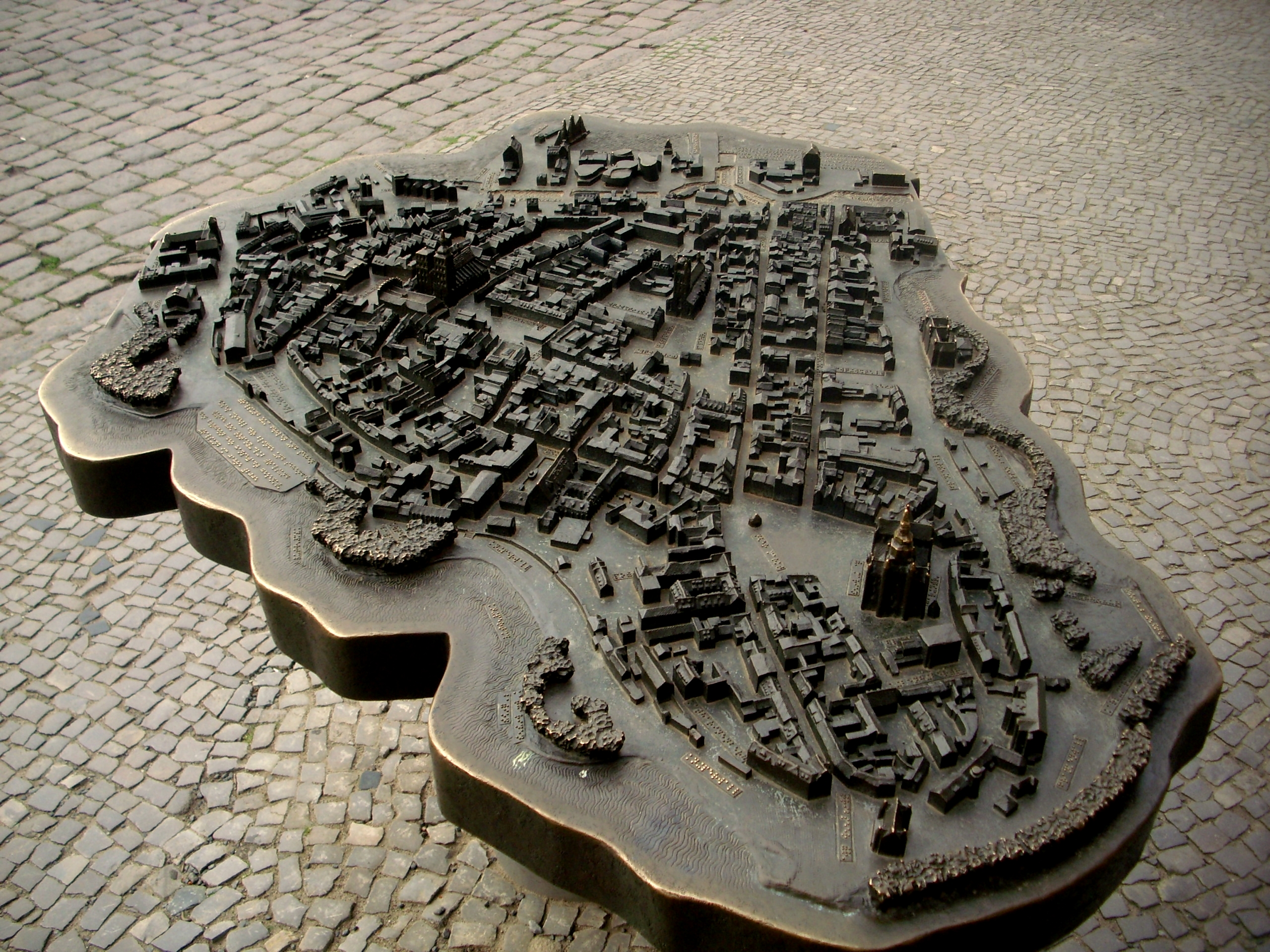
Maquette voor blinden en slechtzienden, Egbert Broerken
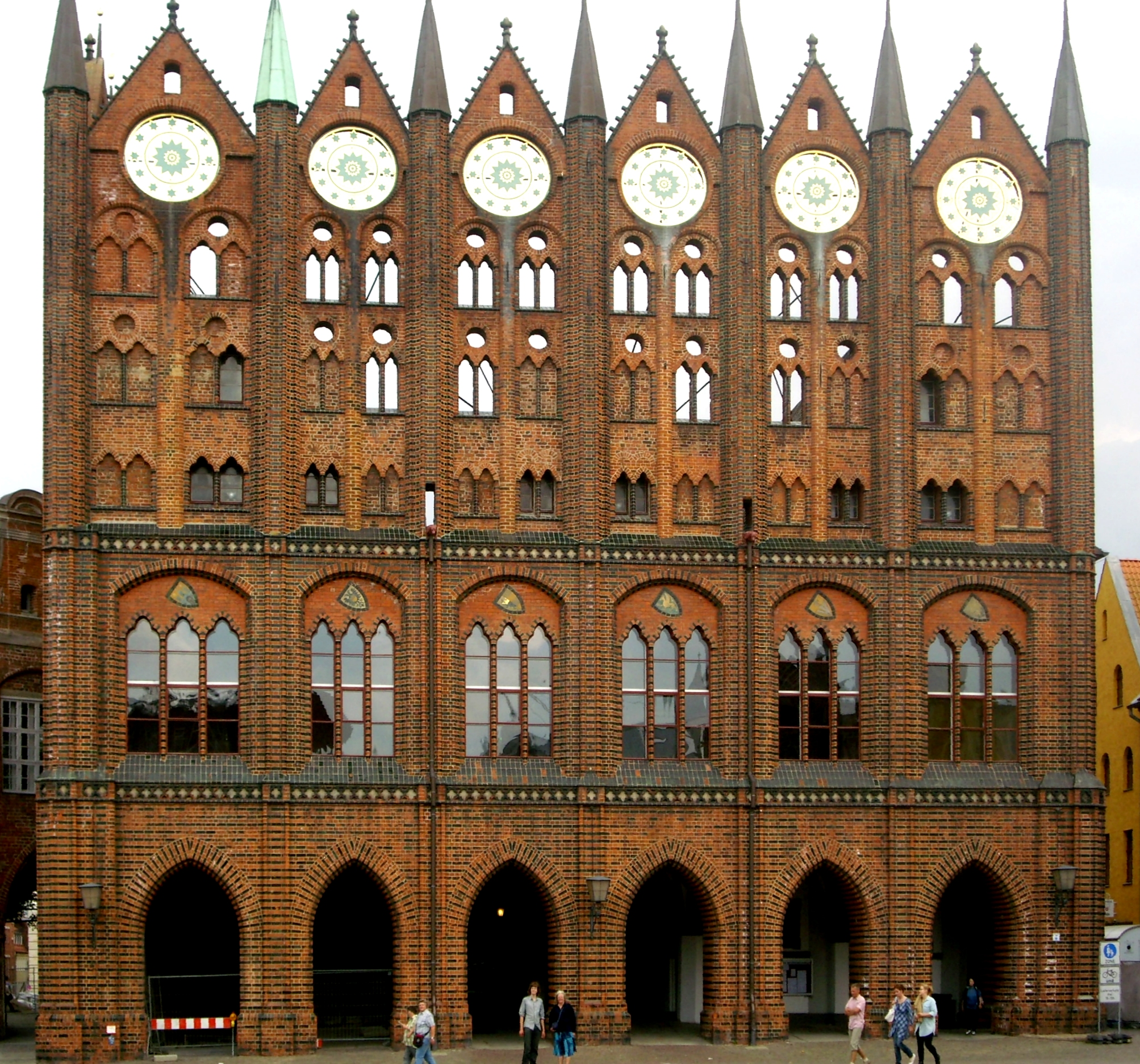
Rathaus
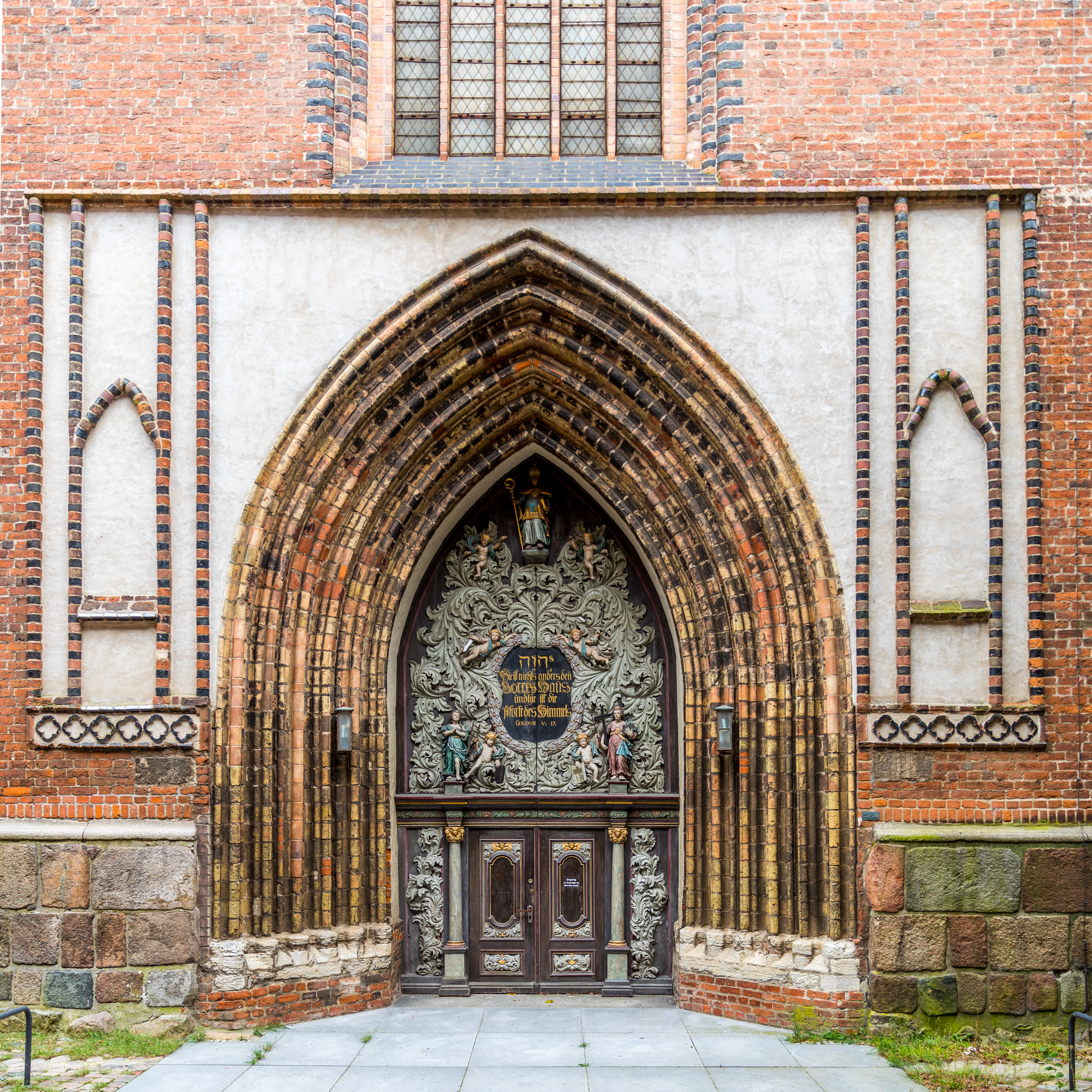
Sankt Nikolai Kirche ingang

## Partnersteden
Stralsund heeft met zeven steden een stedenband:
- Pori, Finland, sinds 1968
- Stargard Szczeciński, Polen, sinds 1987
- Ventspils, Letland, sinds 1987
- Kiel, Sleeswijk-Holstein, Duitsland, sinds 1987
- Malmö, Zweden, sinds 1991
- Svendborg, Denemarken, sinds 1992
- Trelleborg, Zweden, sinds 2000

## Geboren
- Carl Gustaf Rehnskiöld (1651-1722), Zweeds militair
- Carl Wilhelm Scheele (1742-1786), Zweeds apotheker en chemicus
- Henry Vahl (1897-1977), acteur
- Hans Jürgen Diedrich (1923-2012), acteur en cabaretier
- Silke Möller (1964), sprintster
- Jürgen Brähmer (1978), wereldkampioen boksen

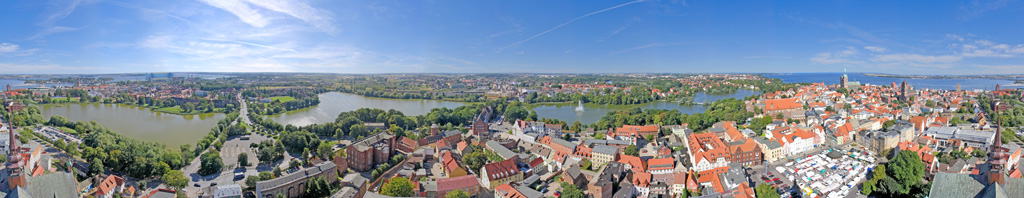
Panorama over Stralsund vanaf de Marienkirche

- Bibliothèque nationale de France: cb11972286w (data)
- CiNii: DA04115762
- Gemeinsame Normdatei: 4057860-4
- Library of Congress Control Number: n50027114
- MusicBrainz: 2a975aa6-0e96-4c7e-a150-a3fc61588ce7
- Nationale Bibliotheek van Tsjechië: ge130964
- Nationale Bibliotheek van Israël: 987007554824305171
- Nationale en Universitaire bibliotheek Zagreb: 000759207
- Virtual International Authority File: 146061010
- WorldCat: E39PBJkD7yW6TWQPrk9gQByjmd

Dom van Aken · Abdij en Altenmünster van Lorsch · Slot Augustusburg en slot Falkenlust in Brühl · Bamberg · Bauhaus en zijn sites in Weimar, Dessau en Bernau · Klassiek Weimar · Fagusfabriek · Rammelsbergmijnen en historische stad Goslar · Dom van Keulen · Hanzestad Lübeck · Luthergedenkplaatsen in Eisleben en Wittenberg · Abdij van Maulbronn · Groeve Messel · Fürst-Pückler-Park Bad Muskau · Kloostereiland Reichenau · Museuminsel in Berlijn · Parklandschap Dessau-Wörlitz · Stiftskerk, kasteel en historisch centrum van Quedlinburg · Bedevaartskerk van Wies · Historisch centrum van Regensburg met Stadtamhof · Romeinse monumenten, Dom en Onze-Lieve-Vrouwekerk in Trier · Oude en voorhistorische beukenbossen van de Karpaten en andere regio's van Europa · Paleizen en parken van Potsdam en Berlijn · Michaeliskirche en Dom van Hildesheim · Dom van Speyer · Historisch centrum van Stralsund en Wismar · Stadhuis en Rolandstandbeeld van Bremen · Grenzen van het Romeinse Rijk: Opper-Germaans-Raetische limes · Bovenloop van het Midden-Rijndal · IJzersmelterij van Völklingen · Kasteel Wartburg · Residentie van Würzburg · Kolenmijn en industriecomplex Zeche Zollverein in Essen · Modernistische woonwijken in Berlijn · Waddenzee · Prehistorische paalwoningen in de Alpen · Markgrafelijk Operahuis in Bayreuth · Bergpark Wilhelmshöhe · Karolingisch westwerk en Civitas Corvey · Speicherstadt en het Kontorhausviertel met het Chilehaus in Hamburg · Architecturaal werk van Le Corbusier (Weißenhofsiedlung) · Grotten en kunst uit de ijstijd in de Zwabische Jura · Archeologisch grenslandschap van Hedeby en de Danevirke · Dom van Naumburg ·  Mijnstreek Erzgebirge/Krušnohoří · Waterbeheersysteem van Augsburg · Historische kuuroorden van Europa (Bad Ems, Baden-Baden en Bad Kissingen) · Mathildenhöhe Darmstadt · Grenzen van het Romeinse Rijk - De Neder-Germaanse limes · ShUM-sites van Speyer, Worms en Mainz · Grenzen van het Romeinse Rijk - De Donaulimes (Westelijk gedeelte)  · Joods-middeleeuws erfgoed van Erfurt · Complex van de residentie van Schwerin · Moravische kerknederzettingen (Herrnhut)
Bad Doberan · Demmin · Greifswald · Güstrow · Ludwigslust · Mecklenburg-Strelitz · Müritz · Neubrandenburg · Nordvorpommern · Nordwestmecklenburg · Ostvorpommern · Parchim · Rostock · Rügen · Schwerin · Stralsund · Uecker-Randow · Wismar
Bad Doberan · Bergen (tot 1955) · Greifswald · Greifswald (stadsdistrict) · Grevesmühlen · Grimmen · Putbus (tot 1955) · Ribnitz-Damgarten · Rostock-Land · Rostock (stadsdistrict) · Rügen (vanaf 1956) · Stralsund · Stralsund (stadsdistrict) · Wismar · Wismar (stadsdistrict) · Wolgast
Andere hanzen: Vlaamse Hanze van Londen · Hanze der XVII steden
Ahrenshagen-Daskow ·
Ahrenshoop ·
Altefähr ·
Altenkirchen ·
Altenpleen ·
Baabe ·
Bad Sülze ·
Barth ·
Bergen auf Rügen ·
Binz ·
Born auf dem Darß ·
Breege ·
Buschvitz ·
Dettmannsdorf ·
Deyelsdorf ·
Dierhagen ·
Divitz-Spoldershagen ·
Dranske ·
Drechow ·
Dreschvitz ·
Eixen ·
Elmenhorst ·
Franzburg ·
Fuhlendorf ·
Garz/Rügen ·
Gingst ·
Glewitz ·
Glowe ·
Grammendorf ·
Gransebieth ·
Gremersdorf-Buchholz ·
Grimmen ·
Groß Kordshagen ·
Groß Mohrdorf ·
Gustow ·
Göhren ·
Insel Hiddensee ·
Hugoldsdorf ·
Jakobsdorf ·
Karnin ·
Kenz-Küstrow ·
Klausdorf ·
Kluis ·
Kramerhof ·
Kummerow ·
Lancken-Granitz ·
Lietzow ·
Lindholz ·
Lohme ·
Löbnitz ·
Lüdershagen ·
Lüssow ·
Marlow ·
Millienhagen-Oebelitz ·
Mönchgut ·
Neu Bartelshagen ·
Neuenkirchen ·
Niepars ·
Pantelitz ·
Papenhagen ·
Parchtitz ·
Patzig ·
Poseritz ·
Preetz ·
Prerow ·
Prohn ·
Pruchten ·
Putbus ·
Putgarten ·
Ralswiek ·
Rambin ·
Rappin ·
Ribnitz-Damgarten ·
Richtenberg ·
Saal ·
Sagard ·
Samtens ·
Sassnitz ·
Schaprode ·
Schlemmin ·
Sehlen ·
Sellin ·
Semlow ·
Splietsdorf ·
Steinhagen ·
Stralsund ·
Sundhagen ·
Süderholz ·
Trent ·
Tribsees ·
Trinwillershagen ·
Ummanz ·
Velgast ·
Weitenhagen ·
Wendisch Baggendorf ·
Wendorf ·
Wieck auf dem Darß ·
Wiek ·
Wittenhagen ·
Wustrow ·
Zarrendorf ·
Zingst ·
Zirkow